# Mädchen im Geheimdienst
Mädchen im Geheimdienst ist ein US-amerikanischer Kriminalfilm aus dem Jahr 1951 von William Berke mit Cesar Romero, George Brent und Audrey Totter in den Hauptrollen. Der Film noir wurde von Lippert Productions, Inc. produziert.

## Handlung
Gouverneur Grisby aus Capitol City ist besorgt wegen eines Untersuchungsausschusses des Senats. Grisby heißt in Wirklichkeit John Williams und wird wegen Mordes gesucht. Grisby hat bislang den Lobbyisten Carl Chercourt bezahlt, um geschützt zu sein. Doch sein Mitarbeiter Blake macht ihn darauf aufmerksam, dass Chercourt gegen den Senat machtlos ist. Sollten seine Fingerabdrücke kontrolliert werden, würde die Maske fallen und seine Wahl zum Senator vernichten. Blake erpresst in Washington den Kleinkriminellen Paul Craig, dessen Schwester Natalie in der FBI-Verwaltung arbeitet. Er soll dafür sorgen, dass Natalie die Williams-Akte an sich nimmt.
Am nächsten Tag hat Natalie die Akte, doch ihr Kollege Donald hat sie bemerkt. Gereizt weist sie ihn zurecht. Abends verursachen zwei von Blakes Handlangern einen Verkehrsunfall, bei dem Natalie stirbt. Die Akte wird im Autowrack nicht gefunden. Die FBI-Agenten Stedman und Donley untersuchen am nächsten Tag den Tod ihrer Kollegin. Fingerabdrücke am Wrack weisen auf den gesuchten Mörder George Denning als Tatverdächtigen hin. Abends überbringen sie Shirley Wayne die Nachricht vom Tode ihrer Mitbewohnerin. Shirley sagt aus, dass Natalie mit Paul essen war und beide sehr nervös wirkten. Als Nächstes befragen die Beamten Paul, der jedoch aussagt, Natalie seit Tagen nicht gesehen zu haben. Zwar sind Stedman und Donley misstrauisch, lassen Paul dennoch in Freiheit.
Am nächsten Tag erfahren sie von Donald, dass Natalie eine Akte über John Williams unter dem Arm hatte. Da es aber über 10.000 verschiedene John Williams gibt, kann Donald nicht weiterhelfen. Die beiden Beamten erfahren, dass der gesuchte Denning in einem Hotel am anderen Ende von Washington gesehen wurde. Noch bevor Stedman und Donkey im Hotel ankommen, hat Denning den Hotelangestellten getötet. Nachdem sie die Leiche gefunden gaben, eilen die Beamten zu Paul, doch auch er wurde von Denning ermordet. Stedman und Donley lancieren eine Zeitungsmeldung, dass Paul noch lebt und im Krankenhaus liegt. Tatsächlich kann sich Denning ins Krankenhaus schleichen, doch bei der Festnahme versucht er zu flüchten und stürzt durch ein Fenster in den Tod.
Gouverneur Grisby hegt Rücktrittsgedanken. Blake nimmt seine Fingerabdrücke und fügt sie einer FBI-Akte über einen unidentifizierten Toten bei. Sollten die Fingerabdrücke der Williams-Akte auftauchen, wird sich dann herausstellen, dass der gesuchte Williams tot sei. Im Hauptquartier des FBI erhält Donald die Fingerabdrücke des Toten mit der Nachricht, dass es sich um John Williams handelt. Stedman und Donley sehen, dass die Abdrücke identisch sind. Jedoch passen die Beschreibungen nicht. Stedman fliegt nach Capitol City, um den Toten in Augenschein zu nehmen. Alle Sachen, die man Williams zuordnen konnte, passen nicht zu dem Toten. Zurück in Washington will Stedman Shirley um Hilfe bitten. Shirley ist mit Carl Chercourt verlobt, der, so glauben Stedman und Donley, Williams kennt. Shirley lehnt jedoch ab und erzählt Chercourt später, dass er mit Natalies Tod in Verbindung gebracht wird. Chercourt weist das von sich und ruft später Blake an. Blake fordert, dass er Shirley dazu bringt, die Williams-Akte verschwinden zu lassen.
Shirley lässt sich auf Chercourts Drängen ein, ändert jedoch kurze Zeit später ihre Meinung. Abends gibt sie Chercourt eine Akte, die der weiter an Blake gibt. Am nächsten Tag schauen sich Stedman und Donley die Aufnahmen einer Sicherheitskamera vor Chercourts Büro an. In der Zwischenzeit wird Shirley von Blake bedroht, der die ihm übergebene Akte als Fälschung entlarvt hat. Er fordert nun die echte Akte von ihr. Im Hauptquartier gibt ihr Donley ein manipuliertes Set Fingerabdrücke. Außerdem steckt er ihr ein kleines Funksprechgerät in die Handtasche. Chercourt und Blake holen Shirley ab und fahren mit ihr zum Haus des Gouverneurs. Im Haus verbrennt Blake die Fingerabdrücke, doch Shirley sagt ihm, dass sie eine Kopie davon habe. Blake findet in ihrer Handtasche das Funkgerät und sagt den zuhörenden FBI-Beamten, dass er Shirley als Geisel nehme. Grisby, ermüdet von den ständigen Täuschungen und Lügen, gibt auf. Blake flüchtet und rennt zu einem Motorboot. Ein Polizeihubschrauber richtet seinen Suchscheinwerfer auf das Boot. Stedman schießt und verletzt Blake, der die Kontrolle über das Boot verliert und einen Unfall baut. Grisby wird verhaftet, das FBI kann die Akte John Williams schließen.

## Produktion

### Hintergrund
Gedreht wurde der Film von Mitte bis Ende Juni 1951 in den Universal-Studios in Universal City.

### Stab
Frank Paul Sylos oblag die künstlerische Leitung. Verantwortlicher Toningenieur war John R. Carter.

### Besetzung
In kleinen nicht im Abspann erwähnten Nebenrollen traten Christian Drake und George Eldredge auf.

## Veröffentlichung
Die Premiere des Films fand am 4. November 1951 statt. In der Bundesrepublik Deutschland kam er am 9. Oktober 1953 in die Kinos, in Österreich im Juni 1954.

## Kritiken
Das Lexikon des internationalen Films schrieb: „Kriminalfilm kleineren Formats, der sozusagen aus lauter Nebenrollen besteht.“